# Gadikop, Khanapur
Gadikop là một làng thuộc tehsil Khanapur, huyện Belgaum, bang Karnataka, Ấn Độ.